# Verbascum gabrielianae
Verbascum gabrielianae är en flenörtsväxtart som först beskrevs av Huber-morath, och fick sitt nu gällande namn av Huber-morath. Verbascum gabrielianae ingår i släktet kungsljus, och familjen flenörtsväxter. Inga underarter finns listade i Catalogue of Life.